# Белопоясничная монжита
Белопоясничная монжита (лат. Xolmis velatus) — вид птиц из семейства тиранновые.

## Распространение
Обитают в Боливии, Бразилии, Аргентине и Парагвае. Естественной средой обитания вида являются сухие саванны и степные луга (пастбища). Обычно живут около воды.
МСОП присвоил виду охранный статус LC.

## Описание
Длина 19—20 см. Голова в основном белая, задняя часть шеи жемчужно-серая, спина коричневато-серая, концевая половина хвоста чёрная, крылья черноватые.

## Биология
О рационе питания и поведении известно мало. Питаются насекомыми. Птицы чаще хранят молчание. Вокализация представлена пением на рассвете.